# David Castera
Pour les articles homonymes, voir Castera.
David Castera est un pilote de moto et copilote français de rallye-raid né le 18 novembre 1970 à Sauveterre-de-Béarn (Pyrénées-Atlantiques). Il est directeur du Rallye Dakar depuis mars 2019.

## Biographie
David Castera a grandi à Sauveterre-de-Béarn dans les Pyrénées-Atlantiques où son père et son grand-père étaient concessionnaires de motos, après avoir échangé les vélos de leur magasin par des motos. Il arrête ses études à l'âge de 17 ans et succède dans la concession familiale.
Il participe 5 fois au rallye Paris-Dakar en motos, terminant 3eme derriere son leader Stephane Peterhansel en 1997.
David est directeur sportif du Rallye Dakar entre 2006 et 2015,.
Le Rallye du Maroc a été repris en janvier 2018 par David Castera et l’équipe de sa société ODC Events.
L'ancien motard prend la direction du Rallye Dakar en mars 2019.

## Palmarès

### Résultats au Paris-Dakar
| Année | Catégorie | Constructeur | Position          | Victoires d'étape | Pilote               |
| ----- | --------- | ------------ | ----------------- | ----------------- | -------------------- |
| 1994  | Moto      | BMW          | 8e                | -                 |                      |
| 1995  | Moto      | Yamaha       | Abd.              | -                 |                      |
| 1996  | Moto      | BMW          | 11e               | -                 |                      |
| 1997  | Moto      | Yamaha       | 3e                | -                 |                      |
| 1998  | Moto      | Yamaha       | Abd.              | -                 |                      |
| 2016  | Auto      | Peugeot      | 7e                | -                 | Cyril Despres        |
| 2017  | Auto      | Peugeot      | 3e                | 1                 | Cyril Despres        |
| 2018  | Auto      | Peugeot      | Abd. (3éme étape) | 1                 | Cyril Despres        |
| 2019  | Auto      | Mini         | Abd.              | 2                 | Stéphane Peterhansel |

### Autres
en catégorie moto
- Gilles Lalay Classic 2001 : vainqueur

en catégorie auto
- Rallye de la Route de la Soie 2016 et 2017 : vainqueur en tant que copilote de Cyril Despres